# ویلما مورتو
ویلما مورتو (فنلاندی: Wilma Murto؛ زادهٔ ۱۱ ژوئن ۱۹۹۸) ورزشکار زن پرش با نیزه اهل فنلاند است.
وی در مسابقات کشوری و بین‌المللی در مجموع برندهٔ ۱ مدال برنز شده‌است.